# ニューファンドランド・ラブラドール州の地方行政区
ニューファンドランド・ラブラドール州の地方行政区の一覧。
カナダのニューファンドランド・ラブラドール州には、地方自治体として市と町がある。
またカナダ統計局は国勢調査区分（Census Division）として11の地域に区分けしている。他の州のように郡などの地方自治体はない。市や町に正式に分類される集落は、カナダ統計局に正式に認知されている。
1949年のカナダ連邦加盟時には1,450あった集落が、現在では700以下に減少している。

## 地方自治体

### 市
ニューファンドランド・ラブラドール州には現在、市（city）としては3つが存在する。
- セントジョンズ（St. John's）：州都。州内最大の都市で、人口約10万人。
- コーナーブルック（Corner Brook）：ニューファンドランド島西海岸の中心都市。人口約2万人。
- マウント・パール（Mount Pearl）：セントジョンズの南西にある近郊都市。セントジョンズ大都市圏（人口約20万人）に含まれる。人口約2.4万人。

### 町
ニューファンドランド・ラブラドール州には現在、町（town）は277町存在する。人口最大の町はコンセプションベイ・サウスで24,848人、人口最小の町はティルトコーヴで5人。

### 未分類地域
市町に分類されない集落や、無人の地域は「未分類地域（unorganized area）」と規定される。

### ファーストネーション居留地
ファーストネーション居留地は英領北アメリカ法の下、立法上の権限は国会のみにゆだねられている。地方自治権はその地区の先住民政府に与えられている。ニューファンドランド・ラブラドール州には下記の3つが存在する。
- シェハチウ3地区（Sheshatshiu 3）
- サミアジジュ・ミアウプケク（Samiajij Miawpukek）
- ナテュアシーシュ2地区（Natuashish 2）

## 国勢調査区分

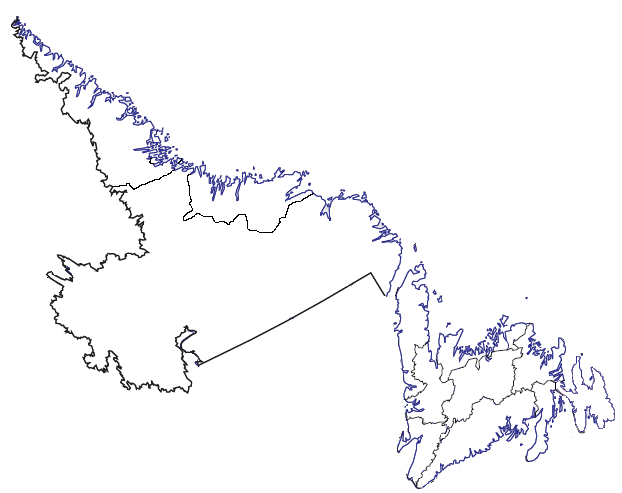
ニューファンドランド・ラブラドール州の国勢調査区分の地図

カナダ統計局の国勢調査区分に基づき、ニューファンドランド・ラブラドール州は11の国勢調査区分（Census Division）に分けられている。
| 番号 | 主要市町村、地域                                             |
| ---- | ------------------------------------------------------------ |
| 1    | アバロン半島 - セントジョンズ                                |
| 2    | ビューリン半島 - メアリーズタウン                            |
| 3    | 南海岸 - チャンネル＝ポルトー・バスク                        |
| 4    | セントジョージズ - スティーヴンヴィル                        |
| 5    | ハンバー地区 - コーナーブルック                              |
| 6    | ニューファンドランド島中央部 - グランドフォールズ=ウィンザー |
| 7    | ボナヴィスタ - トリニティー=クラレンヴィル                   |
| 8    | ノートルダム・ベイ - ルイスポート                            |
| 9    | ノーザン半島 - セントアンソニー                              |
| 10   | ラブラドール地方 - ハッピーヴァレー=グースベイ               |
| 11   | ヌナツィアブト - ネーン                                      |